# Parc Clément-Ader
Le parc Clément-Ader est un jardin public à la française situé à Muret département de la Haute-Garonne, en région Occitanie.

## Histoire
Le parc dédié à Clément Ader a été inauguré par Vincent Auriol en présence de Louis Blériot et de Laurent Eynac ainsi que 30 000 spectateurs, le 21 septembre 1930,.
Le jardin fait l'objet d'une inscription au titre des monuments historiques depuis le 25 janvier 1999.

## Description
Le parc vu du ciel représente un avion ce qui en fait une de ses originalités. Des stèles y sont érigées en hommage aux aviateurs pionniers de l'aviation dont L'Envolée d'Icare une statue de Paul Landowski le parc fait office de musée en plein air avec des statues d'André Abbal de Sylvestre Clerc de Gilbert Privat d'Yvonne Bedouce et de Paul Manaut des sculpteurs locaux. On peut aussi y voir un kiosque à musique.